# ستيبارسين
ستيبارسين هي سبيكة طبيعية تتألف من عنصري الزرنيخ والإثمد، بحيث يمكن أن تعتبر إثميد للزرنيخ AsSb أو زرنيخيد للإثمد SbAs؛ وتعكس التسمية هذا التركيب الكيميائي فهي مشتقة من التسمية اللاتينية لهذين العنصرين؛ وهي التسمية المعتمد من الجمعية الدولية للمعادن منذ سنة 1982. يدعى هذا المعدن أيضاً «أليمونيت Allemonite» إشارة إلى موقع Allemont في فرنسا، حيث اكتشف فيه لأول مرة.
يمكن أن يعثر على خامات من هذا المعدن في فرنسا وإيطاليا والولايات المتحدة والسويد؛ وغالباً ما يرافق الخامات العنصرية الطبيعية للزرنيخ والإثمد.